# Championnats de Tunisie d'athlétisme 1964
 (octobre 2023).
Si vous disposez d'ouvrages ou d'articles de référence ou si vous connaissez des sites web de qualité traitant du thème abordé ici, merci de compléter l'article en donnant les références utiles à sa vérifiabilité et en les liant à la section « Notes et références ».
Navigation
1963 1965
Les championnats de Tunisie d'athlétisme 1964 sont une compétition tunisienne d'athlétisme se disputant en 1964. 
De nouveaux champions sont révélés à l'instar de Salem Boughattas, nouveau maître du lancer du javelot et du lancer du poids dont il s'est approprié les records, de Mohamed Ferjani, spécialiste du saut, du coureur de fond Ahmed Zammel et du « phénomène » Ali Karabi qui, en plus d'être basketteur et handballeur s'approprie le record du saut en longueur. Pour sa part, Mohammed Gammoudi, qui a battu au cours de la saison les records des 1 500 m, 3 000 m, 5 000 m et 10 000 m, n'a pu participer aux championnats. Quant aux compétitions féminines, elles n'ont pas eu lieu.

## Palmarès
| Discipline            | Hommes                 | Hommes          |
| --------------------- | ---------------------- | --------------- |
| 100 m                 | Léonard Cordoni        | 11 s 2          |
| 200 m                 | André Falzon           | 23 s            |
| 400 m                 | Hamadi Ben Abid        | 52 s            |
| 800 m                 | Mohamed Brahim Guenni  | 2 min           |
| 1 500 m               | Ahmed Zammel           | 4 min 0 s 6     |
| 5 000 m               | Amor Triki             | 15 min 21 s 6   |
| 10 000 m              | Ali Chihaoui           | 32 min 30 s 4   |
| 110 m haies           | Hechmi Ben Mna         | 17 s 4          |
| 400 m haies           | Abdellatif Trabelsi    | 59 s 9          |
| 3 000 m steeple       | Ammar Ben Belgacem     | 9 min 42 s 5    |
| Relais 4 × 100 mètres | Club athlétique du gaz | 46 s 1          |
| Relais 4 × 400 mètres | Zitouna Sports         | 3 min 34 s 8    |
| Saut en longueur      | Ali Karabi             | 6,31 m          |
| Triple saut           | Mohamed Ferjani        | 14,32 m         |
| Saut en hauteur       | Mohamed Ferjani        | 1,70 m          |
| Saut à la perche      | Mokhtar Meddeb         | 3,20 m          |
| Lancer du poids       | Salem Boughattas       | 12,26 m         |
| Lancer du disque      | Moncef Ben Abdellatif  | 32,58 m         |
| Lancer du marteau     | Chedly Chaâr           | 30,19 m         |
| Lancer du javelot     | Salem Boughattas       | 55,20 m         |
| 20 km marche          | Naoui Zlassi           | 1 h 44 min 44 s |
| Décathlon             |                        |                 |
| Heptathlon            |                        |                 |
| Marathon              |                        |                 |